# لوکا پرزویچ
لوکا پرزویچ (اکانی: Luka Peruzović؛ زادهٔ ۲۶ فوریهٔ ۱۹۵۲) مربی فوتبال اهل کرواسی است.
از باشگاه‌هایی که در آن بازی کرده‌است می‌توان به اندرلشت، هایدوک اسپلیت، و هایدوک اسپلیت اشاره کرد.
وی همچنین در تیم ملی فوتبال یوگسلاوی بازی کرده است.